# Пекинский технологический университет (футбольный клуб)
Футбольный клуб «Пекинский технологический университет» (кит. 北京理工大学足球俱乐部) — китайский футбольный клуб, выступающий во Второй лиге Китая по футболу. Представляет город Пекин. Домашний стадион команды — стадион Пекинского политехнического университета.

## История
Клуб был основан в 2000 году, в настоящее время владельцем является Пекинский технологический университет. Все игроки команды являются студентами данного учебного заведения, в том числе и студенты-иностранцы. До попадания в профессиональную лигу, команда выиграла 4 чемпионата Китая по футболу среди высших учебных заведений. С 2007 года выступает в Лиге Цзя-А Китайской футбольной Ассоциации.

## Изменение названия
- 2000—2006: Пекинский университет (北京理工大学)
- 2007—2008: Команда патриотов Пекинского университета (北京爱国者大学生)
- 2009: Пекинский университет Гуйжэньу (北京贵人鸟大学生)
- 2010: Пекинский политехнический университет (北京理工大学)
- 2011: Команда Пекинского университета 361° (北京361°大学生)
- 2012: Команда Пекинского технологического университета (北京理工大学足球队)

## Достижения
- По состоянию на конец сезона 2012

За всё время выступлений в профессиональном спорте
| Сезон    | 2006 | 2007 | 2008 | 2009 | 2010 | 2011 | 2012 |
| -------- | ---- | ---- | ---- | ---- | ---- | ---- | ---- |
| Дивизион | 3    | 2    | 2    | 2    | 2    | 2    | 2    |
| Место    | 1    | 11   | 7    | 8    | 12   | 13   | 14   |

## Тренерский штаб
- Главный тренер:  Бянь Лицзюнь
- Тренер вратарей:  Юй Фэй
- Тренер по физподготовке:  Юань Вэй
- Врач команды:  Чжай Тецзинь[1]